# Rhyacophila gemona
Rhyacophila gemona is een schietmot uit de familie Rhyacophilidae. De soort komt voor in het Nearctisch gebied.